# Drets del col·lectiu LGBT a la República Democràtica del Congo

Aquest és un article sobre els drets LGBT a la República Democràtica del Congo. Les persones lesbianes, gais, bisexuals i transsexuals a República Democràtica del Congo han d'afrontar reptes legals que no experimenten els residents no LGBT. L'activitat sexual entre persones del mateix sexe és legal.

## Lleis sobre l'activitat sexual del mateix sexe
L'activitat sexual entre persones del mateix sexe és legal a la República Democràtica del Congo. L'edat de consentiment és igual, sense distinció de sexe. Els actes homosexuals no han estat mai prohibits explícitament en la història del país. Abans de la fundació de l'estat en 1960, la República Democràtica del Congo era una colònia de Bèlgica. A Bèlgica, els actes homosexuals es va despenalitzar en 1794.
Tot i que l'activitat sexual entre persones del mateix sexe és legal, l'informe dels Drets Humans del Departament d'Estat dels Estats Units de 2010 va trobar que "l'individu que participa en exhibicions públiques d'homosexualitat ha estat sotmès a processament sota sancions públiques en el Codi Penal i en els articles de la Llei de Violència Sexual de 2006."

## Reconeixement de les relacions homosexuals
No hi ha reconeixement legal de les unions de persones del mateix sexe. El primer paràgraf de l'article 40, en l'actual Constitució de la República Democràtica del Congo, diu que "Cada individu té dret a casar-se amb la persona que triï, del sexe oposat".

## Proteccions a la discriminació
No existeix una llei contra la discriminació que protegeixi l'orientació sexual.

## Condicions de vida
L'informe dels Drets Humans del Departament d'Estat dels Estats Units de 2010 va trobar que "l'homosexualitat segueix sent un tabú cultural i, mentre l'assetjament de les forces de seguretat estatals continuava, no hi va haver informes durant l'any de policia assetjant a gais i lesbianes o perpetrant o condonant violència contra ells."

## Taula resum
| Activitat sexual legal amb el mateix sexe                     | (Sempre legal)                            |
| Mateixa edat de consentiment                                  | (des de 2006)                             |
| Lleis antidiscriminació a la feina                            | No                                        |
| Lleis antidiscriminació en la prestació de béns i serveis     | No                                        |
| Matrimoni del mateix sexe                                     | (prohibit constitucionalment des de 2005) |
| Lleis antidiscriminació en el discurs de l'odi i la violència | No                                        |
| Reconeixement de les parelles del mateix sexe                 | No                                        |
| Adopció de fillastres per parelles del mateix sexe            | No                                        |
| Adopció conjunta per parelles del mateix sexe                 | No                                        |
| Prestació de servei militar per gais i lesbianes              |                                           |
| Dret legal a canviar de gènere                                |                                           |
| Accés a la fecundació in vitro per lesbianes                  | No                                        |
| Subrogació comercial per a parelles d'homes homosexuals       | No                                        |
| Permís per donar sang als MSMs                                | No                                        |